# Vae victis

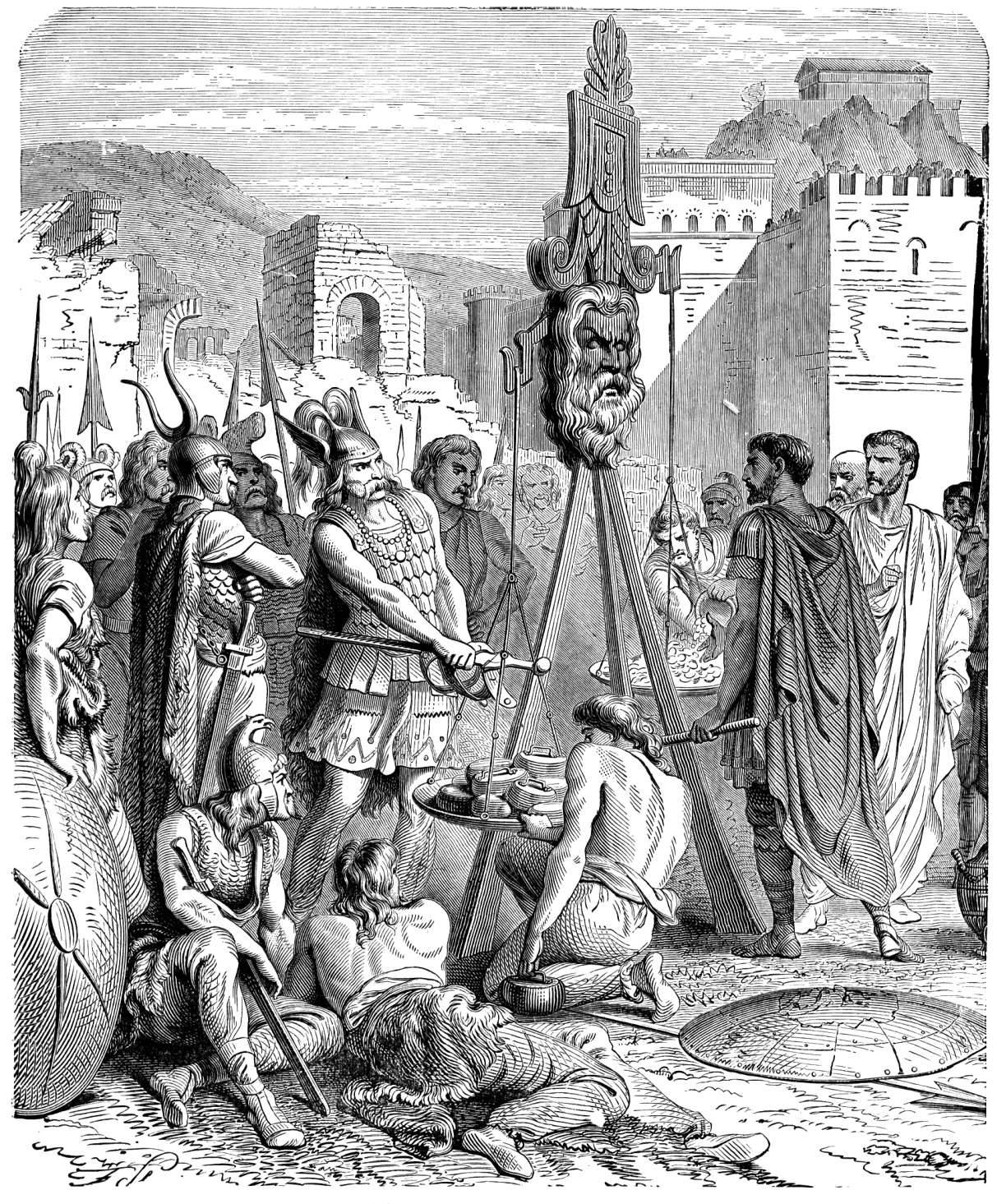
"Vae victis!" Breno lança a sua espada sobre a balança. Ilustração por Paul Lehugeur

Vae victis é uma expressão latina que significa "Ai dos vencidos", ou mais analiticamente, "triste sorte aquela reservada aos derrotados", pois os derrotados em batalha estão inteiramente entregues à misericórdia dos seus conquistadores e não devem esperar ou pedir leniência.
A maioria dos eventos relatados por historiadores antigos sobre o início da história romana são considerados lendas. O saque gaulês de Roma é um dos primeiros eventos que os estudiosos modernos têm confiança de ter realmente acontecido, sem aceitar os vários incidentes pitorescos relatados pela tradição. De acordo com a tradição, em 390 a.C. um exército de gauleses liderados por Breno atacou Roma, capturando toda a cidade à exceção do Monte Capitolino. Breno montou cerco contra o monte e finalmente os romanos pediram para pagar pelo resgate da cidade. Breno pediu 1 000 libras (329 kg) de ouro; os romanos aceitaram os termos. De acordo com a vida de Camilo de Plutarco e Ab Urbe condita libri de Tito Lívio (livro 5, seções 34-49), os gauleses trouxeram os próprios pesos usados para medidas e as balanças, que seriam usados para medir a quantidade de ouro. Os romanos trouxeram o ouro, mas clamaram que os pesos usados como medidas estavam manipulados favorecendo os gauleses. Os romanos reclamaram com Breno, que pegou na sua espada e a lançou em cima dos pesos, exclamando: "Vae victis!" Os romanos então precisaram trazer ainda mais ouro para contrabalançar o peso da espada adicionada. Lívio e Plutarco clamam que Camilo subsequentemente conseguiu derrotar os gauleses antes que o resgate fosse pago; entretanto, Políbio, Diodoro Sículo e uma passagem posterior de Lívio contradizem isso.